# Saarijärvi (sjö i Alavo, Södra Österbotten)
Saarijärvi är en sjö i kommunen Alavo i landskapet Södra Österbotten i Finland. Sjön ligger 105,5 meter över havet. Den är 2,04 meter djup. Arean är 84 hektar och strandlinjen är 6,29 kilometer lång. Sjön  ingår i Lappo å huvudavrinningsområde.   Den ligger omkring 29 kilometer sydöst om Seinäjoki och omkring 290 kilometer norr om Helsingfors. 
I sjön finns öarna Lahtikari och Isosaari. 